# Nikolaus Correll

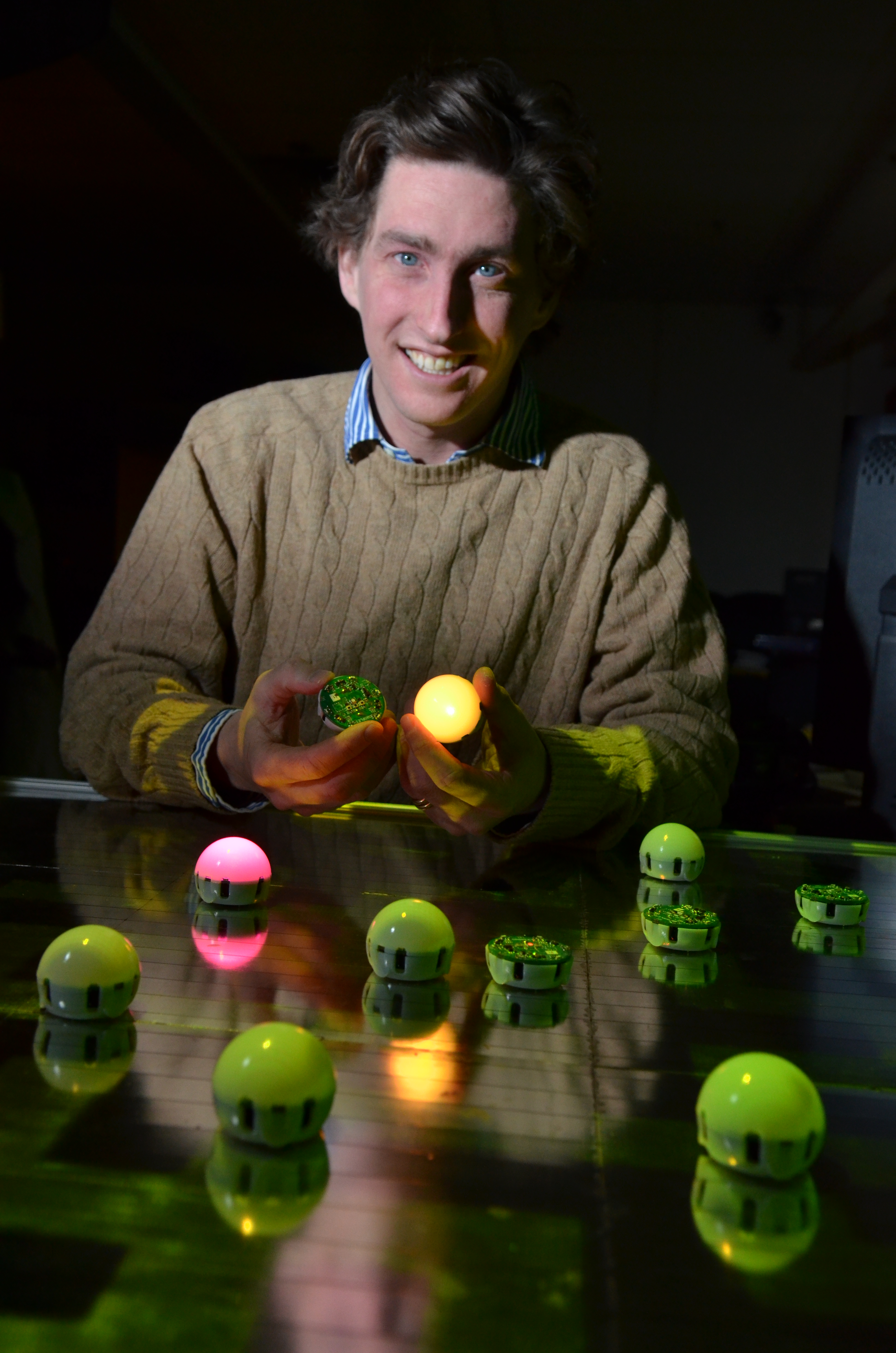
Nikolaus Correll mit kleinem Roboterschwarm

Nikolaus Correll (* 1977 in München, Deutschland) ist ein deutscher Robotikforscher und Professor an der University of Colorado at Boulder. Er ist Gründer und CTO von Robotic Materials Inc.

## Leben
Nach Besuch des Lessing-Gymnasiums in Frankfurt am Main und dem Abitur 1997 und Grundwehrdienst begann Correll ein Studium der Elektrotechnik an der Technischen Hochschule München. Nach dem Vordiplom in 2001 wechselte er an die Eidgenössische Technische Hochschule Zürich, an der er 2003 mit dem Diplom abschloss. Correll verbrachte ein Semester an der Lunds Tekniska Hogsköla unter Rolf Johansson und schrieb seine Diplomarbeit am Caltech unter Alcherio Martinoli und Joel Burdick.
Correll erwarb den Grad eines Dr. és science in Informatik in 2007 an der École polytechnique fédérale de Lausanne (EPFL) unter Alcherio Martinoli. Auf die Promotion folgend arbeitete Correll als wissenschaftlicher Mitarbeiter mit Daniela Rus am Computer Science and Artificial Intelligence Laboratory des Massachusetts Institute of Technology. 2009 erhielt er einen Ruf auf eine Assistenzprofessur an der University of Colorado in Boulder, Colorado, und ist seit 2017 Associate Professor auf Lebenszeit.
Correll wurde 2012 mit einem National Science Foundation (NSF) CAREER Preis und dem NASA Early Career Faculty Fellowship ausgezeichnet. 2016 erhielt er den Provost Faculty Achievement Award. Correll ist ein Senior-Mitglied des Institute of Electrical and Electronics Engineers (IEEE).

## Forschung
Corrells Forschungsschwerpunkt ist die Schwarmrobotik, Schwarmintelligenz und Selbstorganisation intelligenter System. Basierend auf diesen Konzepten entwickelt Correll intelligent Kompositwerkstoffe mit integrierten Sensoren, Aktuatoren und Computern mit dem Ziel die Autonomie von Robotersystemen zu ergänzen, wofür er den Begriff „Robotic Materials“ definiert hat.
Correll beschäftigt sich außerdem mit didaktischen Fragen in der Robotik und ist der Autor eines „open-source“ kollaborativen Lehrbuchs Introduction to Autonomous Robots.
Corrells Beiträge zu robotischen Materialien hat internationale Beachtung in den Medien gefunden, insbesondere von der Associated Press, in der Neuen Zürcher Zeitung, dem IEEE Signal Processing Magazine, und Popular Science.

## Akademische Linie
Zwei von Corrells ehemaliger Doktoranden haben ihrerseits Assistenz-Professuren an amerikanischen Universitäten begonnen:
- Erik Komendera, PhD 2014, Assistenz Professur Maschinenbau, Virginia Tech
- Michael Otte, PhD 2011, Assistenz Professur Raumfahrtsingenieurwesen, University of Maryland, College Park

## Auszeichnungen
- Hauptredner des Int. Symposium on Distributed Autonomous Robotic Systems (DARS), London, 2016
- "Best Paper Award" der 3. Conference on System-integrated Intelligence (SysInt), Paderborn, 2016
- "Best Paper Award" des Int. Symposium on Distributed Autonomous Robotic Systems (DARS), Minneapolis, USA, 2006 und Dajeon, Korea, 2014
- "NSF CAREER award" 2012
- "NASA Early Career Faculty Fellowship" 2012
- "Best Paper Award" der Int. Conference on the Simulation of Adaptive Behavior (SAB), Osaka, Japan, 2008